# Hypopachus ustus
Espèce
Synonymes
- Engystoma ustum Cope, 1866
- Gastrophryne usta (Cope, 1866)
- Engystoma mexicanum Peters, 1870 "1869"
- Eupemphix gadovii Boulenger, 1903
- Gastrophryne usta retifera Lynch, 1965

Statut de conservation UICN

 LC  : Préoccupation mineure
Hypopachus ustus est une espèce d'amphibiens de la famille des Microhylidae.

## Répartition
Cette espèce se rencontre au Guatemala, au Mexique et au Salvador. Elle est présente du niveau de la mer jusqu'à 1 000 m d'altitude,.

## Description
Hypopachus ustus est d'une couleur brun violacé. Une ligne médiane de couleur blanche part du museau jusqu'à l'arrière du corps. Son ventre est gris-verdâtre et présente également une ligne au niveau de la gorge. Sa peau est entièrement lisse.

## Étymologie
Son nom d'espèce, du latin ustus, « cinabre brûlé », une matière colorante rougeâtre, lui a été donné en référence à sa couleur.

## Publications originales
- Boulenger, 1903 : Descriptions of new batrachians in the British Museum. Annals and Magazine of Natural History, sér. 7, vol. 12, p. 552-557 (texte intégral).
- Cope, 1866 : Fourth contribution to the herpetology of tropical America. Proceedings of the Academy of Natural Sciences of Philadelphia, vol. 18, p. 123-132 (texte intégral).
- Lynch, 1965 : The races of the microhylid frog, Gastrophryne usta, in Mexico. Transactions of the Kansas Academy of Science, vol. 68, p. 396-400.
- Peters, 1870 "1869" : Über mexicanische Amphibien, welche Hr. Berkenbusch in Puebla auf Veranlassung des Hrn. Legationsraths von Schlözer dem zoologischen Museum zugesandt hat. Monatsberichte der Königlich Preussischen Akademie der Wissenschaften zu Berlin, vol. 1869, p. 874-881 (texte intégral).